# Calamotropha abjectella
Calamotropha abjectella är en fjärilsart som beskrevs av Pieter Cornelius Tobias Snellen 1872. Calamotropha abjectella ingår i släktet Calamotropha och familjen Crambidae. Inga underarter finns listade i Catalogue of Life.